# Maximilian Peyfuss
Maximilian Peyfuss, cunoscut și cu numele de Max Demeter Peyfuss, (n. 2 august 1944, Viena, Germania Nazistă – d. 13 aprilie 2019, Baden bei Wien, Austria Inferioară, Austria) a fost un scriitor,  traducător și istoric austriac.
Peyfuss s-a specializat în istoria Europei de Est și a fost cercetător și traducător pentru literatura română contemporană din Europa de Est și de Sud-Est.